# Campeonato Paulista de Futebol de 1962
O Campeonato Paulista de Futebol de 1962 foi a 22.ª edição do campeonato organizado pela Federação Paulista de Futebol. Teve o Santos como campeão e Pelé, do Santos, como artilheiro, com 37 gols. 
Este campeonato terminou com dois clubes como vice-campeões: o São Paulo e o Corinthians.

## Disputa do título
O Santos de Pelé, Pepe, Coutinho, Mauro Ramos de Oliveira e Gylmar vivia o seu auge, sendo que se tornara naquele ano campeão pela primeira vez da Copa Libertadores da América e do Mundial Interclubes. Apesar do excesso de jogos, o Santos ainda conseguiu ganhar o Paulistão com facilidade sobre seus dois principais oponentes ao título: o Corinthians de Oreco e o São Paulo de Roberto Dias. Assim, o Alvinegro Praiano sagrou-se campeão com três jogos de antecedência, ao golear o São Paulo por 5 a 2 no Pacaembu, em 5 de dezembro. Com a vitória, alcançou 47 pontos, inalcançáveis para Corinthians que chegaria até 45 e São Paulo que só iria até 43 pontos. O Peixe conquistou seu primeiro tricampeonato consecutivo pouco mais de um mês após sagrar-se campeão mundial de clubes. O Santos terminou com oito pontos de vantagem sobre os vices.

## Jogos do Campeão[3]

### Primeiro turno
- 22/07 - Santos 5-0 Esportiva
- 25/07 - Santos 5-1 XV de Piracicaba
- 05/08 - Prudentina 0-2 Santos
- 08/08 - Juventus 0-2 Santos
- 12/08 - Palmeiras 2-4 Santos
- 15/08 - Taubaté 0-1 Santos
- 19/08 - Jabaquara 1-5 Santos
- 26/08 - Guarani 1-1 Santos
- 02/09 - Santos 3-3 São Paulo
- 05/09 - Santos 5-2 Botafogo
- 16/09 - Santos 7-2 Ferroviária
- 23/09 - Santos 5-2 Corinthians
- 26/09 - Santos 4-0 Noroeste
- 30/09 - Comercial 1-3 Santos
- 06/10 - Portuguesa 3-2 Santos

### Segundo turno
- 27/10 - Santos 3-0 Taubaté
- 31/10 - Santos 5-0 Guarani
- 04/11 - Corinthians 1-2 Santos
- 07/11 - Santos 3-0 Juventus
- 11/11 - Noroeste 1-1 Santos
- 14/11 - Santos 3-0 Palmeiras
- 18/11 - XV de Piracicaba 1-1 Santos
- 21/11 - Santos 4-1 Portuguesa
- 25/11 - Ferroviária 1-1 Santos
- 28/11 - Santos 6-2 Comercial
- 02/12 - Santos 8-2 Jabaquara
- 05/12 - São Paulo 2-5 Santos - campeão
- 09/12 - Esportiva 2-1 Santos
- 12/12 - Botafogo 0-1 Santos
- 15/12 - Santos 4-0 Prudentina

## Jogo do título[4]
| 5 de dezembro de 1962 | São Paulo           | 2–5           | Santos                                               | Pacaembu, São Paulo                                                |
|                       | Dias 14' · Benê 15' | Ficha técnica | Coutinho 38' · Dorval 43', 46' · Pepe 60' · Pelé 88' | Público: 49 500 Renda: Cr$6.931.500,00 Árbitro: Anacleto Pietrobom |

São Paulo: Poy; De Sordi, e Bellini; Roberto Dias, Cido e Sabino; Faustino I, Benê, Prado, Jair e Agenor. Técnico: Oswaldo Brandão
Santos: Laércio; Dalmo, Mauro e Zé Carlos; Calvet e Zito; Dorval, Lima, Coutinho, Pelé e Pepe. Técnico: Lula
| Campeão Paulista de 1962 |
| ------------------------ |
| SANTOS (7º título)       |

## Classificação final
| Classificação - Final | Classificação - Final | Classificação - Final | Classificação - Final | Classificação - Final | Classificação - Final | Classificação - Final | Classificação - Final | Classificação - Final | Classificação - Final |
| Time | Time                  | PG                    | J                     | V                     | E                     | D                     | GP                    | GC                    | SG                    |
| --- | --------------------- | --------------------- | --------------------- | --------------------- | --------------------- | --------------------- | --------------------- | --------------------- | --------------------- |
| 1 | Santos                | 51                    | 30                    | 23                    | 5                     | 2                     | 102                   | 31                    | 71                    |
| 2 | São Paulo             | 43                    | 30                    | 19                    | 5                     | 6                     | 66                    | 36                    | 30                    |
| 2 | Corinthians           | 43                    | 30                    | 18                    | 7                     | 5                     | 77                    | 37                    | 40                    |
| 4 | Palmeiras             | 34                    | 30                    | 14                    | 6                     | 10                    | 52                    | 44                    | 8                     |
| 5 | Portuguesa            | 33                    | 30                    | 12                    | 9                     | 9                     | 42                    | 43                    | -1                    |
| 6 | Botafogo              | 32                    | 30                    | 14                    | 4                     | 12                    | 65                    | 52                    | 13                    |
| 6 | Ferroviária           | 32                    | 30                    | 13                    | 6                     | 11                    | 51                    | 44                    | 7                     |
| 8 | Guarani               | 29                    | 30                    | 11                    | 7                     | 12                    | 50                    | 45                    | 5                     |
| 9 | Comercial             | 27                    | 30                    | 11                    | 5                     | 14                    | 42                    | 51                    | -9                    |
| 10 | Esportiva             | 25                    | 30                    | 9                     | 7                     | 14                    | 30                    | 48                    | -18                   |
| 10 | Juventus              | 25                    | 30                    | 8                     | 9                     | 13                    | 30                    | 44                    | -14                   |
| 10 | Noroeste              | 25                    | 30                    | 9                     | 7                     | 14                    | 51                    | 60                    | -9                    |
| 13 | XV de Piracicaba      | 24                    | 30                    | 9                     | 6                     | 15                    | 41                    | 63                    | -22                   |
| 14 | Prudentina            | 23                    | 30                    | 9                     | 5                     | 16                    | 38                    | 65                    | -27                   |
| 15 | Jabaquara             | 21                    | 30                    | 8                     | 5                     | 17                    | 44                    | 72                    | -28                   |
| 16 | Taubaté               | 13                    | 30                    | 4                     | 5                     | 21                    | 27                    | 73                    | -46                   |
| PG - Pontos Ganhos; J - Jogos; V - Vitórias; E - Empates; D - Derrotas; GP - Gols Pró; GC - Gols Contra; SG - Saldo de Gols |                       |                       |                       |                       |                       |                       |                       |                       |                       |

|  |         |
|  | Campeão |

|  |           |
|  | Rebaixado |